# Episodi di Dragon Ball GT

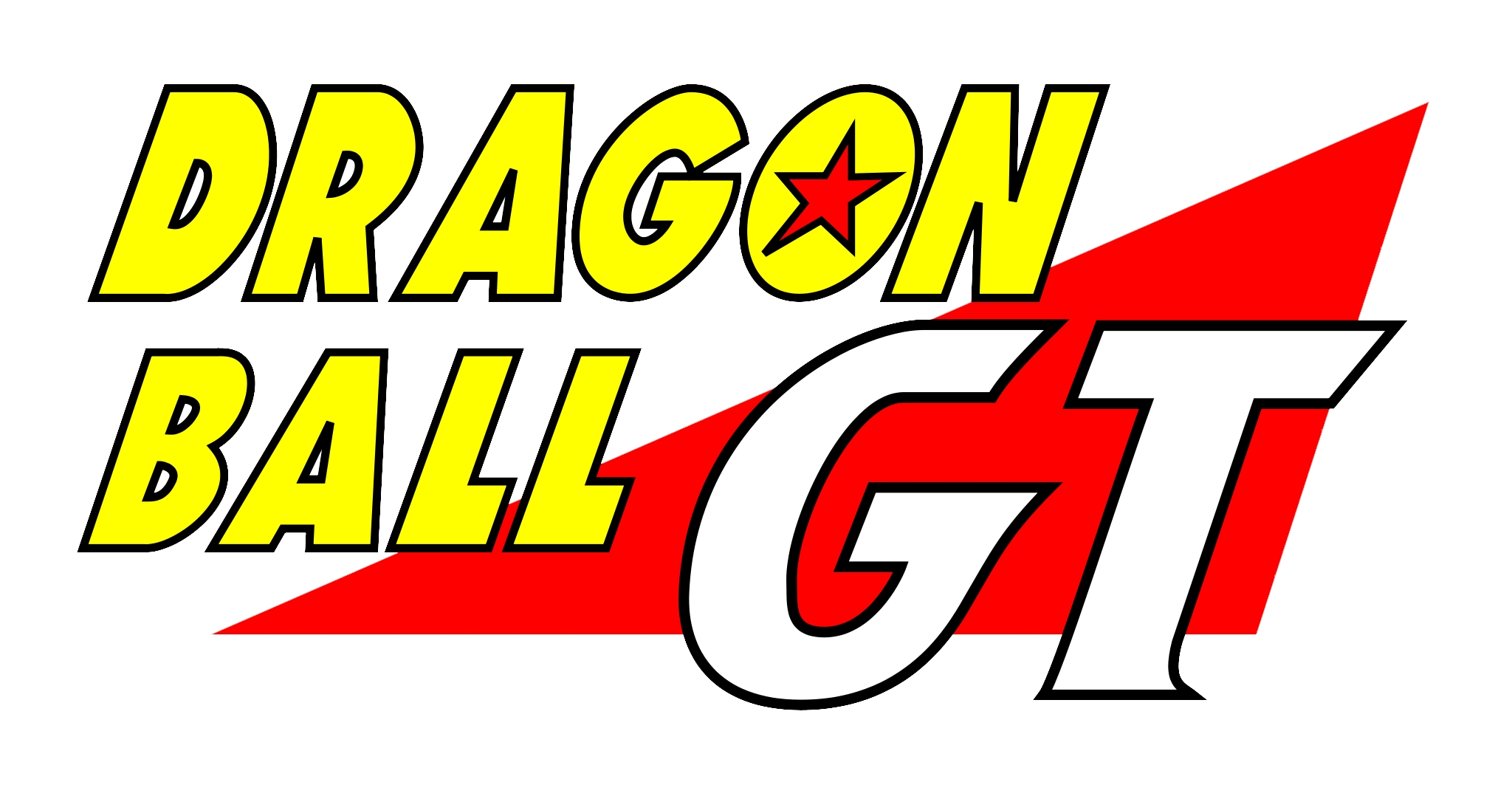
Logo della serie

Questa è la lista degli episodi di Dragon Ball GT, serie televisiva anime prodotta dalla Toei Animation e diretta da Osamu Kasai. Le 64 puntate sono state trasmesse in Giappone su Fuji TV poco dopo la conclusione di Dragon Ball Z, dal 7 febbraio 1996 al 19 novembre 1997.
In Italia l'anime è andato in onda subito dopo la conclusione di Dragon Ball Z, il 5 aprile 2001 (sebbene la DeAgostini avesse già provato a distribuire in edicola le VHS con gli episodi già doppiati), con cadenza giornaliera su Italia 1, dal lunedì al venerdì, con i primi due archi narrativi: la serie è andata in onda per due mesi per poi essere interrotta a giugno per le vacanze estive. La trasmissione di Dragon Ball GT riprese dunque dall'inizio il 20 agosto 2001: le repliche e le prime sette puntate inedite furono mandate in onda con la stessa cadenza di prima, mentre gli ultimi dieci episodi contemplarono una suddivisione di due a settimana, il martedì e il giovedì.

## Lista episodi
| Nº | Titolo italiano Giapponese 「Kanji」 - Rōmaji | In onda           | In onda          |
| Nº | Titolo italiano Giapponese 「Kanji」 - Rōmaji | Giapponese        | Italiano         |
| 1  | Esistono altre sette sfere del drago! 「謎のDB（ドラゴンボール）出現!!悟空が子供に!?」 - Nazo no Doragon Bōru Shutsugen!! Gokū ga Kodomo ni!? | 7 febbraio 1996   | 5 aprile 2001    |
| 1  | Sono passati cinque anni da quando Goku è partito con Ub e finalmente il suo allenamento, tenutosi in una stanza del palazzo di Dende creata appositamente, è concluso. Il nemico di vecchia data Pilaf, anche se ora molto anziano, arriva insieme ai suoi due scagnozzi al palazzo e infiltrandosi nelle zone segrete trova delle nuove sfere del drago con le stelline nere. Shenron viene dunque evocato, ma Goku, che stava salutando Ub in un palazzo semidistrutto per via dei loro allenamenti, li scopre. Per una frase male espressa di Pilaf, che in un primo momento non riconosce Goku adulto e successivamente dice che vorrebbe tornasse bambino come quando l'aveva conosciuto, Shenron fa ritornare Goku (ormai cinquantunenne) di nuovo all'età di 12 anni, per poi scomparire. Goku, per niente dispiaciuto della sua infanzia ritrovata, dopo aver aiutato la nipotina Pan a sventare una rapina in città torna a casa, tra lo stupore di tutti i parenti e le lacrime di Chichi. Il re Kaioh avvisa Goku che se non ritroverà entro un anno le sfere del drago usate per esprimere il desiderio la Terra esploderà, aggiungendo che le stesse non sono come le sfere classiche e una volta utilizzate si disperdono nello spazio per tutte le quattro galassie. |                   |                  |
| 2  | Pan parte per lo spazio aperto 「主役は私!パン宇宙に飛び立つ!!」 - Shuyaku wa Watashi! Pan Uchū ni Tobitatsu!! | 14 febbraio 1996  | 6 aprile 2001    |
| 2  | Trunks è diventato manager e ora gestisce l'azienda di famiglia con grande successo, ma questa vita non lo entusiasma e ad un certo punto evade dalla finestra del suo ufficio mettendosi a volare in libertà mentre un'impiegata gli stava leggendo la lista degli impegni del giorno. Bulma costruisce una navicella spaziale per permettere a Goku di partire per lo spazio alla ricerca delle sfere; a lui si aggiunge Trunks e i due sarebbero dovuti partire con Goten, ma proprio al momento del decollo Pan, fin da subito interessata ad unirsi all'avventura ma fermata da Chichi e Videl, si introduce nella navicella all'insaputa di tutti e avvia i motori, così da partire alla volta dello spazio prendendo il posto dello zio. |                   |                  |
| 3  | Il pianeta dei mercanti 「超ガメツイ!!商人の惑星イメッガ」 - Chō Gametsui!! Shōnin no Wakusei Imegga | 21 febbraio 1996  | 9 aprile 2001    |
| 3  | Goku, Trunks e Pan si ritrovano a fare un atterraggio d'emergenza per un guasto al motore, capitando sul pianeta dei mercanti. Qui vengono assaliti da una folla mentre chiedono pezzi di ricambio. Il pianeta è strano, regna una dittatura e ogni piccola cosa è a pagamento. Una coppia di anziani gli spiega la situazione sul pianeta, e mentre si trovano nel deserto i tre si imbattono in un piccolo robottino bianco che si mangia il radar. Inoltre la navicella viene inaspettatamente rubata. |                   |                  |
| 4  | Ricercati! 「ウォンテッド!!悟空が指名手配!?」 - Wonteddo!! Gokū ga Shimeite Hai!? | 28 febbraio 1996  | 10 aprile 2001   |
| 4  | Goku, Trunks e Pan, nella notte, si recano al palazzo dell'avido tiranno Don Kir e, pur facendosi scoprire dalle numerose guardie contro cui si battono, riescono a riappropriarsi della navicella. Per essere entrati nel palazzo e aver sottratto la navicella spaziale vengono dichiarati ricercati sull'intero pianeta dei mercanti. Inoltre, durante la fuga dal castello di Don Kir, Lezik respinge con facilità la Kamehameha di Goku, notando che il bambino potrebbe essere un Saiyan. Goku, Trunks e Pan, dopo essere andati ad un mercato di paese per darsi alla ricerca dei pezzi di ricambio per l'astronave, vedono che tutti li guardano con aria impaurita e si mettono a gridare, chiudendo le serrande di tutti i negozi e sparendo in un attimo dalla circolazione: scoprono da dei manifesti appesi ovunque che sulle loro teste è stata posta una taglia e, sentendo sopraggiungere delle guardie alla loro caccia, sono costretti nuovamente a nascondersi tra i vicoli. |                   |                  |
| 5  | La guardia del corpo di Don Kir 「強いヤツ見っけ!!用心棒レジック」 - Tsuyoi Yatsu Mikke!! Yōjinbō Rejikku | 6 marzo 1996      | 11 aprile 2001   |
| 5  | Fuggendo dalla polizia e saltando da un tetto all'altro degli edifici Goku, Trunks e Pan ne rompono uno e cadono all'interno della casa di una coppia di anziani abitanti, inizialmente reticenti, dai quali scoprono poi che la gente del pianeta è costretta a ubbidire e a pagare grosse cifre in denaro a Don Kir; inoltre, mentre i due offrono loro una minestra perché avevano visto che erano molto affamati, spiegano loro che l'astronave era stata loro sequestrata in quanto su quel pianeta è proibito possederne, dal momento che Don Kir non vuole dare la possibilità alla popolazione di scappare per continuare a godere dei loro soldi. Spronati da Pan, che vuole fare giustizia per la brava gente, decidono di entrare di nuovo nel suo castello e di sconfiggerlo. Dopo essersi sbarazzati delle sue guardie Goku, Trunks e Pan accedono al suo castello. Ma ad attenderli c'è Lezik, guardia del corpo di Don Kir. Egli si batte con Goku dimostrandosi un avversario capace ma, dopo un inizio in parità, Goku (pur rimanendo bambino) si trasforma in Super Saiyan, sconfiggendolo facilmente. Una volta sconfitto Lezik, che abbandona Don Kir, i tre costringono il sovrano a liberare la gente del pianeta restituendo in un mega-container tutti i contratti stipulati e, riottenuta la loro navicella, partono alla ricerca della sfera del drago più vicina segnalata dal radar che il robottino aveva inglobato in sé. |                   |                  |
| 6  | Il pianeta dei giganti 「ちょっとイテえぞ!?悟空の歯医者」 - Chotto Itee Zo!? Gokū no Haisha | 13 marzo 1996     | 12 aprile 2001   |
| 6  | Goku, Pan e Trunks giungono su un pianeta piuttosto selvaggio dove ogni cosa è gigante. Scendendo dalla navicella, Pan viene catturata da delle api giganti e condotta nell'arnia perché si era travestita da ape regina e aveva volato assieme a delle belle farfalle verso un enorme prato pieno di fiori colorati: sopraggiunte le api la confondono con la loro ape regina, che era finita nella tela di un ragno, ma grazie all'intervento di Goku e Trunks, che liberano l'ape regina buttando giù il ragno, si chiarirà il malinteso. Nel frattempo, in mezzo a un bosco popolato da grossi animali selvatici, un gigante mangia la sfera del drago che si era incastrata in un'enorme mela rossa, ma quando il personaggio comincia a lanciare delle grida lancinanti spaventando tutti Goku scopre che la sfera gli è rimasta incastrata in un dente provocandogli forti dolori: entra dunque nella sua bocca e usa la Kamehameha per rimuovere il dente cariato, recuperando così la sfera. Al termine di questa nuova avventura, tornati sulla navicella e ripartiti alla volta della sfera successiva Goku, Pan e Trunks decidono di chiamare Gil il robot che li stava aiutando in questa impresa. |                   |                  |
| 7  | Trunks... si sposa! 「愛しのハニー!?花嫁はトランクス」 - Itoshi no Hanī!? Hanayome wa Torankusu | 20 marzo 1996     | 13 aprile 2001   |
| 7  | Goku, Pan e Trunks giungono su un pianeta dove un buffo mostro verde di nome Zounama minaccia la tranquillità di un villaggio. Zounama possiede infatti il potere di provocare terremoti grazie alla vibrazione dei suoi baffi. Dopo aver chiesto agli abitanti del villaggio di avere in dono una sposa, la giovane Lein, figlia del capo che possiede come ornamento dei suoi capelli una sfera del drago, viene scelta per essere data in matrimonio a Zounama. Pan elabora assieme agli altri un piano per salvarla da questo infausto destino e, dopo aver cercato invano di travestire Goku da sposa, prende il povero Trunks e traveste e trucca lui. Il giorno seguente, dopo che Trunks e Pan hanno progettato assieme a Goku un piano ben congegnato per sventare il matrimonio forzato, Zounama arriva al villaggio e nota che c'è qualcosa che non va in Lein, a partire dalla sua voce, che suona diversa da come l'aveva sentita in precedenza. Trunks si trova da subito in difficoltà, e per giustificarsi afferma di aver avuto un po' di raucedine. |                   |                  |
| 8  | Zounama viene smascherato 「悟空もドッカン!!おヒゲパワー全開」 - Gokū mo Dokkan!! Ohige Pawā Zenkai | 17 aprile 1996    | 16 aprile 2001   |
| 8  | Zounama, malgrado abbia dei sospetti, non si accorge dell'inganno e porta con sé Trunks. I due vanno dentro ad un vulcano dove Zounama ha predisposto tutto per il loro matrimonio. Trunks, accorgendosi della presenza della lava, perde la parrucca, svelando la sua vera identità, ma Zounama, a sorpresa, è ancora più innamorato di prima! Trunks, allibito, continua a stare al gioco, versa del liquore sul cibo distraendo Zounama e lo ubriaca. Con questo stratagemma Goku, nel frattempo arrivato con Pan, scopre che in realtà Zounama non è in grado di provocare terremoti come tutti hanno sempre creduto, li riesce soltanto a prevedere poco prima che le scosse comincino. Quindi lo sconfiggono, convincendolo a diventare buono. Come ricompensa gli abitanti del villaggio donano ai tre la sfera del drago che custodiva Lein, ma uno degli abitanti, trasformandosi in un personaggio di diverso aspetto, ruba la sfera e fugge a bordo di un'astronave velocissima. |                   |                  |
| 9  | Qualcun altro cerca le sfere! 「シマッタ!!悟空飛び込む罠の星!?」 - Shimatta!! Gokū Tobikomu Wana no Hoshi!? | 24 aprile 1996    | 17 aprile 2001   |
| 9  | Goku, Pan e Trunks seguono l'astronave, che li porta su Bihei, un pianeta abitato da mostruosi vermi giganti. In realtà è una trappola preparata dal ladro della sfera e dai suoi due scagnozzi, denominati fratelli Parabara, che lasciandoli alle prese con gli enormi lombrichi fuggono verso la loro vera destinazione, il pianeta Luud. Là all'interno di un tempio dove sono riuniti in preghiera numerosi sudditi Mutte-Motte, l'oscuro santone loro capo, minaccia i fratelli Parabara di trasformarli in bambole se non torneranno indietro a recuperare l'altra sfera del drago in possesso dei ragazzi. I tre tornano quindi sul pianeta Bihei, mentre Goku, Trunks e Pan invano li cercano. Vengono attaccati da Mouma, il mostro più potente che abita Bihei, ma in realtà i mostri che emergono poi dal sottosuolo sono tanti. |                   |                  |
| 10 | Lezione di ballo 「踊ってアタック!?ボンパッパー!」 - Ototte Atakku!? Bonpappa -- !! | 1º maggio 1996    | 18 aprile 2001   |
| 10 | Goku, Trunks e Pan riescono a sconfiggere i vermi mostruosi e si preparano alla lotta con l'alieno che li ha derubati e i suoi due fratelli, che si erano messi alla ricerca dell'altra sfera senza però riuscire a trovarla. I fratelli Parabara attuano un'insolita tattica per sottomettere gli avversari, ovvero azionano una musica, iniziano una strana danza e la combinazione delle due cose crea una sorta di incantesimo per cui Goku, Trunks e Pan non riescono più a controllare i loro corpi e ballano a loro volta senza sosta. Alla fine i tre, ormai sfiniti, riescono a liberarsi grazie all'aiuto inaspettato di Mouma, che spaventa i fratelli Parabara, e a sconfiggere gli avversari. Quando però Pan, assieme a Gil, sale sulla loro astronave per riprendersi la sfera rubata, il velivolo si chiude improvvisamente e parte a tutta velocità verso il pianeta Luud. |                   |                  |
| 11 | Pan diventa un pupazzetto 「ルードの呪い!?人形にされたパン」 - Rūdo no Noroi!? Ningyō ni Sareta Pan | 8 maggio 1996     | 19 aprile 2001   |
| 11 | Pan giunge su Luud, e nonostante Gil provi più volte ad avvertirla dell'imminente pericolo, si lancia da sola alla rincorsa della sfera rubata: notando il palazzo di Mutte-Motte vi si dirige, si nasconde e sbircia dall'alto la cerimonia che si sta svolgendo all'interno del tempio con tutti i sudditi riuniti in preghiera. Pan si accorge poi che su un altare è stata posizionata la sfera del drago, esce dal suo nascondiglio ma viene presto attaccata e trasformata in un pupazzetto. Goku e Trunks arrivano al castello di Mutte-Motte ma non trovano Pan, e sono costretti ad affrontare il gigantesco leone chiamato in difesa dal santone. Goku lo distrugge facilmente e Mutte-Motte muore. Nel frattempo Pan trasformata in pupazzetto viene presa in custodia da Dol Takki. La frusta che utilizzava Mutte-Motte per colpire gli avversari si rivela in realtà essere una creatura a sé stante dotata di grande potenza, e si trasforma in un essere spaventoso le cui braccia sono appunto delle lunghe fruste. |                   |                  |
| 12 | Il risveglio di Luud 「神のお告げは超迷惑!!ルード起動」 - Kami no Otsuge wa Chō-Meiwaku!! Rūdo Kidō | 15 maggio 1996    | 20 aprile 2001   |
| 12 | Goku e Trunks affrontano il nuovo avversario e lo sconfiggono. Nel frattempo Dol Takki annuncia ai discepoli che Luud presto si risveglierà e trasforma tutti i presenti in bambolotti, i quali serviranno da energia vitale per il mostro. Luud si risveglia ed inizia a combattere con Goku e Trunks. Dol Takki nel frattempo, ritiratosi nella sua stanza, con l'idea di cambiare vestitino alla bambola Pan si mette a giocare con lei, che chiede aiuto ma invano visto che ridotta così nessuno la può sentire. |                   |                  |
| 13 | Il misterioso Dr. Mieu 「こいつが親玉!?謎の科学者ミュー」 - Koitsu ga Oyadama!? Nazo no Kagaku-Sha Myū | 22 maggio 1996    | 23 aprile 2001   |
| 13 | Goku e Trunks affrontano Luud, che non è altro che una macchina. Nel frattempo Dol Takki continua a giocare con Pan e proprio quando sta iniziando a spogliarla dei suoi vestiti viene convocato in un'altra stanza segreta dal Dr. Mieu, il suo capo. Dol Takki lo informa degli ultimi avvenimenti e del fatto che Luud è stato risvegliato con poco più di metà della sua potenza. Il Dr. Mieu, guardando da un monitor, scopre che Luud è troppo debole per due avversari del calibro di Goku e Trunks e minaccia di morte Dol Takki, ma poi si accorge della potenza di Pan (che lui sta portando con sé appesa alla cintura) e chiede a Dol Takki di darla in pasto a Luud. Lui si rifiuta e il Dr. Mieu è costretto ad usare la forza: lo trasforma in bambola e trasferisce nel corpo di Luud insieme a Pan, e il mostro si trasforma, aumentando la sua potenza. |                   |                  |
| 14 | Il segreto è la sincronia 「リズムでバッチリ!?ルード攻略!」 - Rizumu de Bacchiri!? Rūdo Kōryaku!! | 5 giugno 1996     | 24 aprile 2001   |
| 14 | Goku e Trunks sono ora in difficoltà contro Luud. Pan, dopo essersi risvegliata, capisce di trovarsi all'interno di Luud assieme alle altre persone trasformate in pupazzetti. Dol Takki, stupidamente, grazie ai fratelli Parabara, rivela che l'unico modo per sconfiggere Luud è colpire la cellula rossa che si trova all'interno del suo corpo, ma il colpo deve essere lanciato sia dall'esterno che dall'interno. Così Goku, da fuori, e Pan, da dentro, lanciano due onde energetiche, ma non riescono a trovare la giusta coordinazione. Sarà grazie alla telepatia dei fratelli Parabara e al fatto che Goku chiede di cambiare le parole da dire convertendole in nomi di cibi che lui e Pan riusciranno a trovare la giusta sincronia per sconfiggere Luud. Quando tutto sembra finito Dol Takki scappa sotto gli occhi di tutti. |                   |                  |
| 15 | Pan scappa nel deserto 「もうグレてやる!!パンの家出!」 - Mou Gure te Yaru!! Pan no Iede!? | 12 giugno 1996    | 25 aprile 2001   |
| 15 | Pan viene considerata solamente come una bambina piccola, un intralcio, e Trunks vorrebbe tornare sulla Terra per prendere Goten al posto di Pan, ricevendo l'approvazione di Goku. Dopo essere approdati su un pianeta deserto e caldissimo, un gigantesco verme attacca i ragazzi, che riescono comunque a sconfiggerlo facilmente. La navicella tuttavia rimane danneggiata e perdipiù serve acqua, ma su quel pianeta non dovrebbe esistere; Trunks inizia quindi a lavorare per rimettere a posto la navicella e Pan si sente inutile, visto che non può aiutare. Così scappa nel deserto, svenendo per la temperatura bollente e per la mancanza d'acqua. Sarà Gil a scovarla e salvarla, trovando inoltre una nuova sfera del drago e rinsaldando l'amicizia con lei. Alla fine, trovata una sorgente d'acqua fresca in cui Goku si diverte a fare il bagno, Trunks si scusa con Pan, spiegandole che non parlava sul serio riguardo al ritorno sulla Terra. |                   |                  |
| 16 | La vera identità di Gil 「マシン惑星M2…裏切りのギル!?」 - Mashin Wakusei M2... Uragiri no Giru!? | 19 giugno 1996    | 26 aprile 2001   |
| 16 | Pan e Gil, a bordo della loro astronave, stanno giocando ad un videogioco virtuale, e lei viene sconfitta per ben 51 volte di fila. Mentre i due stanno litigando, Gil si comporta in modo strano e guardando un pianeta vicino al quale stanno passando il robottino comunica che quello è M2, la sua casa. Pan vuole fermarsi per accontentare Gil ma, una volta atterrati sul pianeta, dove Goku, affamato, si mangia una mela metallica, i tre scoprono che Gil in verità li ha traditi: è dalla parte dei nemici e si è alleato con i tre ragazzi solo per attirarli sul suo pianeta e consegnarli al terribile Dr. Mieu. Goku e Trunks vengono dunque catturati dal commando di M2 mentre Pan capisce con enorme tristezza e sconforto che Gil li ha veramente presi in giro per tutto quel tempo. |                   |                  |
| 17 | Pan alle prese con le macchine mutanti 「パンにおまかせ!悟空救出作戦!!」 - Pan ni Omakase! Gokū kyū shutsu sakusen!! | 26 giugno 1996    | 27 aprile 2001   |
| 17 | Pan, per salvare Goku e Trunks, entra nella torre di controllo del pianeta, dove lotta e sconfigge innumerevoli macchine mutanti in cerca di Gil e delle sfere rubate. Si traveste da robot e guarda di nascosto il generale Lilde, il grande capo, che premia Gil per avergli consegnato gli ostaggi e aver raccolto tutte le informazioni utili sulle loro tecniche di combattimento. Non riuscendo a passare attraverso i muri come le altre macchine, Pan travestita da robot viene dichiarata difettosa e buttata in una stanza dove i mutanti difettosi vengono accatastati e infine distrutti. Liberatasi, scopre da un vecchio robot che ha il difetto di bloccarsi mentre parla che il Dr. Mieu ha ucciso tutti gli abitanti del pianeta M2 per farne la base dei mutanti costruiti da egli stesso, allo scopo di diventare il padrone dell'universo. Goku, imprigionato in un lettino, si risveglia e si libera dopo aver sentito che Gil li ha traditi eseguendo l'ordine dei mutanti, e grazie alla potenza della sua aura libera anche Trunks. |                   |                  |
| 18 | La Squadra Sigma è K.O. 「データにゃないぜ!!悟空の超本気」 - Dēta Nya Nai Ze!! Gokū no Chō-honki | 10 luglio 1996    | 30 aprile 2001   |
| 18 | Goku, dopo aver detto a Trunks di badare a Pan, lotta contro la Squadra Sigma, che si dimostra superiore alle altre macchine mutanti. Nonostante i componenti della squadra si uniscano in un unico robot dotato di diverse armi fra cui un trapano, Goku riesce a sconfiggerlo senza troppe difficoltà. Lilde osserva tutto dal palazzo e decide di intervenire. Goku torna alla navicella con Pan e Trunks, che intanto hanno scoperto che Gil ha fatto razzia dell'astronave e rubato le sfere. Trunks vorrebbe entrare a palazzo lasciando Pan nella navicella, ma proprio in quel momento Goku avverte l'enorme forza combattiva di Lilde che si sta avvicinando. |                   |                  |
| 19 | Il mutante Lilde 「出陣!!最強ミュータント・リルド」 - Shutsujin!! Saikyō myūtanto Rirudo | 17 luglio 1996    | 1º maggio 2001   |
| 19 | Il generale Lilde arriva e dopo essersi congratulato con Goku per aver sconfitto la Squadra Sigma, viene attaccato da Pan, che lo atterra con un pugno in faccia. Lilde in realtà si è fatto colpire di proposito, e subito dopo scaglia dalla bocca un raggio di metallo contro Trunks, che viene colpito in pieno e trasformato e intrappolato in una tavola di metallo argenteo, scomparendo subito dopo. Pan gli chiede dove ha portato Trunks, e Lilde indica la torre centrale, verso la quale Pan si dirige. Il generale tenta di bloccarla ma Goku lo informa che è lui il suo avversario, perciò lui e Lilde iniziano a combattere. Dopo una breve lotta Lilde decide di mostrare la sua vera potenza, assorbendo i componenti della Squadra Sigma e divenendo Mega-Lilde. Goku, per contrastarlo, si trasforma in Super Saiyan. |                   |                  |
| 20 | Goku contro Mega-Lilde 「たまげたぞ!!悟空を襲う金属津波」 - Tamageta zo!! Gokū o osou kinzoku tsunami | 31 luglio 1996    | 2 maggio 2001    |
| 20 | Goku distrugge i pezzi della Squadra Sigma uniti a Lilde, che per contrastarlo decide di assorbire i meccanismi dell'intero pianeta. Tuttavia Goku riesce comunque a tenergli testa, trasformandosi per pochi secondi in Super Saiyan di secondo livello per respingere un attacco nemico. Lilde gli fa sapere però che è un tutt'uno col pianeta M2, e fino a quando Goku non si libererà del metallo presente sul pianeta (da cui lui trae tutta la sua energia), sarà invincibile. Pan, intanto trova Gil dopo che il suo vecchio amico robot ha disattivato i sistemi di allarme e di sicurezza. Gil però li riattiva e Pan si ritrova sbalzata fuori dalla torre, ma allo stesso tempo vede comparire davanti ai suoi occhi anche la sfera del drago rubata, non capendo com'era arrivata lì. |                   |                  |
| 21 | Il piano di Trunks e Gil 「何てこった!!金属板になった悟空」 - Nante kotta!! Kinzokuban ni natta Gokū | 7 agosto 1996     | 3 maggio 2001    |
| 21 | Pan, che ha recuperato una sfera del drago, giunge sul campo di battaglia attirando l'attenzione di Lilde, che decide di trasformarla in una lastra di metallo. Anche Goku, distratto dalla nipote, viene colpito, così entrambi sono diventati delle tavolette di metallo. Al laboratorio del Dr. Mieu, dove si trovano i tre Saiyan, giunge Gil, che in un primo momento riceve le congratulazioni del suo capo ma poi libera sia Goku che Pan grazie ad uno strumento che riconverte con un raggio il metallo al suo stato precedente, dimostrando così di essere buono: ha solo finto di essere malvagio assecondando un piano messo a punto assieme a Trunks. Prima però che Gil riesca a liberare anche quest'ultimo dalla lastra di metallo in cui è imprigionato, le macchine al servizio del Dr. Mieu lo prendono in ostaggio, e comincia così una lotta tra loro e Goku e Pan, che si lanciano il povero Trunks da un lato all'altro del laboratorio, finendo per distruggere la tavola in mille pezzi. In realtà quello non era il vero Trunks ma solo una copia creata artificialmente da Gil per dar seguito al loro piano: Trunks infatti compare sul luogo per la gioia di Goku (che era al corrente di tutto) e Pan, e informa il Dr. Mieu che il vero obiettivo del loro piano è scoprire quale sia il segreto che si nasconde nella stanza speciale del suo laboratorio, la cui porta va ad aprire premendo l'apposito pulsante. |                   |                  |
| 22 | Baby: il nuovo nemico 「暴かれた野望!!邪悪生命体ベビー」 - Abakareta yabō!! Ja-aku seimeitai Bebī | 14 agosto 1996    | 4 maggio 2001    |
| 22 | Nella stanza segreta del laboratorio Goku, Pan e Trunks scoprono, in cima ad una lunga scalinata, una teca contenente una nuova forma di vita ancora allo stato embrionale: si tratta di Baby, mutante perfetto creato dal Dr. Mieu per mezzo dell'energia proveniente dall'intero universo. I tre, intenzionati a sbarazzarsi di lui prima che diventi un reale pericolo, scoprono presto che Baby possiede una potenza incredibile, ma dopo una dura lotta sembra che il mutante venga eliminato da un attacco combinato dei tre Saiyan. Purtroppo in realtà Baby è ancora vivo, e mentre i ragazzi tornano alla loro navicella pronti per ripartire alla ricerca delle sfere si risveglia inaspettatamente il generale Lilde, tramortito in precedenza da Goku, il quale lo sconfigge rapidamente e in maniera definitiva. |                   |                  |
| 23 | Salvataggio nello spazio 「隠された危機!?難破船と謎の少年」 - Kakusareta Kiki!? Nanbasen to Nazo no Shōnen | 21 agosto 1996    | 7 maggio 2001    |
| 23 | Il radar di Gil localizza una sfera all'interno di un'astronave malconcia abbandonata nel bel mezzo dello spazio che sta per essere assorbita dalla gravità di una Supernova. Goku, Pan e Trunks, con l'ausilio di tre moto spaziali e muniti di apposite tute da astronauti, si recano all'interno dell'astronave e ne percorrono i bui corridoi alla ricerca della sfera. Gil, che aveva stimato il tempo a disposizione prima che la navicella venisse assorbita dalla gravità dell'enorme stella vicina in una decina di minuti, rivela di essersi sbagliato, e che in realtà ne mancavano solamente tre. Goku finalmente dopo tante ricerche rinviene in una stanza la sfera, la recupera ma proprio mentre stanno per uscire lui, Pan e Trunks trovano anche un ragazzino alieno in fin di vita e decidono di salvarlo, portandolo fuori dall'astronave insieme a loro. Il tempo scarseggia e le moto spaziali sembrano non riuscire a vincere la forza di attrazione della Supernova, perciò, su consiglio di Goku, i tre Saiyan si staccano dalle moto e grazie alla Kamehameha dello stesso Goku riescono a raggiungere nuovamente la loro navicella. |                   |                  |
| 24 | Baby vuole l'energia dei Sayan! 「ベビー逆襲!!狙われたサイヤ人!!」 - Bebī gyaku shū!! Nerawareta Saiyajin!! | 21 agosto 1996    | 8 maggio 2001    |
| 24 | Goku, Pan e Trunks, prendendosi cura del piccolo alieno che avevano tratto in salvo dall'astronave, lanciano un S.O.S. rivolto all'intera galassia per curarlo, che viene accolto da un vicino pianeta simile alla Terra di nome Vidal, sul quale quindi atterrano. I tre conducono il ragazzino all'ospedale del pianeta, che risulta essere uno dei più all'avanguardia esistente nell'universo, e i medici lo ricoverano. La lunga attesa di sue notizie diventa quasi febbrile per Goku, Pan e Trunks, quando ecco che dalla sala di rianimazione esce il caporeparto, informandoli che l'alieno si salverà ma necessita di cure più approfondite e di ulteriore tempo. Dal corpo del ragazzo però esce Baby, che sta seguendo i Saiyan perché interessato ad assorbire tutta la loro energia e si affaccia alla finestra della sua stanza d'ospedale per spiare i loro movimenti. Decide di provare l'attacco quando uno dei tre si trova isolato dagli altri, e una ghiotta occasione gli si presenta quando Pan, da sola nel parco della struttura, si sta divertendo nei pressi di un laghetto con un cerbiatto. Baby, sempre nel corpo del ragazzino, le si avvicina minaccioso da dietro e con una scusa le rivolge la parola, ma proprio quando sta per attaccare sopraggiungono Goku e Trunks, che erano andati a cercare un posto dove andare a mangiare qualcosa dopo che la pesca nel fiume del parco si era rivelata controproducente in quanto i pesci non erano affatto buoni. Di lì a breve sopraggiunge anche il medico caporeparto, che invita Baby a tornare nella sua stanza perché aveva bisogno di riposare ancora: Baby decide allora di entrare nel suo corpo per poter stare più a contatto con i Saiyan. Goku, Pan e Trunks si stanno rilassando sull'erba ma Goku ha ancora fame, e in quel momento passa lì vicino di nuovo il caporeparto, che consiglia loro di provare ad andare al bar dell'ospedale. Così Baby nel corpo del dottore invoglia un interessato Trunks a seguirlo in giro per l'ospedale per esaminarne più da vicino i macchinari e le tecnologie, e quando riesce ad isolarlo in una stanza mostra la sua vera identità, uscendo dal corpo del medico e attaccando il giovane. Dopo essersi fatto rivelare l'obiettivo finale di Baby, cioè ottenere la forza dei Saiyan necessaria a completarsi e a dominare l'universo, Trunks fa uscire allo scoperto Goku e Pan, che avevano capito già da un po' che qualcosa non andava. Baby nella colluttazione che ne nasce riesce però a ferire Trunks e ad entrare nel suo corpo: il giovane sembra sotto il suo controllo e si avvicina a Goku per eliminarlo con un'onda dritta in faccia, quando all'improvviso si trasforma in Super Saiyan e riesce a liberarsi del parassita, che non è abbastanza potente da poter controllare pienamente Trunks. Realizzato che la minaccia di Baby non è terminata Goku, Pan e Trunks ripartono per concludere il viaggio alla ricerca delle sfere, e lo stesso fa Baby, intrufolandosi nel corpo di una robusta signora in coda tra i passeggeri di un volo aereo in partenza per la galassia. Assorbita poi l'energia di tutti gli altri passeggeri del volo, Baby decide che l'unico modo per poter sconfiggere i Saiyan è recarsi sulla Terra. |                   |                  |
| 25 | Baby arriva sulla Terra 「大変だ!!地球にベビーが現れた」 - Taihen da!! Chikyū ni Bebī ga Arawareta | 9 ottobre 1996    | 9 maggio 2001    |
| 25 | Goku, Trunks e Pan recuperano la quinta sfera su un altro pianeta dopo essersi scontrati con una grossa creatura dalla testa enorme che avevano risvegliato dal suo sonno strappandole un baffo, che riescono a seminare alzandosi in volo dopo che la stessa inseguendoli non si era accorta di non avere più il suolo sotto alle zampe, per cui precipita nel vuoto. Nel frattempo Baby, cresciuto, giunge sulla Terra per conquistare la potenza dei Saiyan. Mentre Vegeta, deriso in precedenza dalla figlia Bra per i suoi baffi, si è deciso a tagliarseli, ascolta dal bagno le parole di Goten, che sta avvisando Chichi e Bulma che quel pomeriggio ha un appuntamento con una ragazza piuttosto svampita di nome Valese. Goten la porta a fare un giro e le offre un gelato, quando scoppia una rapina in banca a cui assiste: avvicinandosi al posto scopre che c'è qualcosa di strano, poiché alcune delle persone radunate tra la folla gli diventano improvvisamente ostili senza motivo. Anche Valese viene presa di mira da alcuni ragazzi, uno dei quali le chiede dove poter trovare i Saiyan, e così Goten, affidando la ragazza svenuta alle cure di Mr. Satan, scopre che al suo interno si cela un essere ignoto e pericoloso: il ragazzo si trasforma in Super Saiyan e dopo una breve lotta con Baby, quest'ultimo riesce ad entrare nel suo corpo attraverso una ferita e si impossessa del ragazzo, avendo immediatamente un primo confronto con Piccolo. |                   |                  |
| 26 | Il cambiamento di Goten 「悟飯と悟天…最悪の兄弟ゲンカ!?」 - Gohan to Goten... Sai-aku no kyōdai Genka!? | 9 ottobre 1996    | 10 maggio 2001   |
| 26 | Baby, nel corpo di Goten, rientra a casa e sfida presto Gohan, il quale capisce da come il fratello tratta familiari e amici e dal tono delle sue risposte che in lui c'è qualcosa di strano. Dopo un breve bisticcio Gohan invita Goten a seguirlo in volo verso una zona rocciosa e desertica, facendogli poi presente che aveva capito che il suo corpo è controllato da un parassita, e realizza anche che non deve usare tutta la sua forza, altrimenti l'essere si impossesserà anche di lui. Dopo una Kamehameha lanciata da Goten Super Saiyan, Gohan è però costretto a trasformarsi a sua volta per respingere l'attacco, ed è in questa occasione che Baby ne approfitta per impadronirsi del suo corpo uscendo da quello di Goten. Intanto Goku, Trunks e Pan approdano su un altro pianeta per recuperare un'altra sfera, che si trova nei fondali di un lago: per ottenerla hanno a che fare con un grosso dinosauro, che nello scontro finisce per inghiottire la sfera, e alla fine per poterla riavere Goku è costretto ad entrare nel suo corpo e uscirne facendo un buco sulla pancia, facendo in tal modo sgonfiare il dinosauro che diventa una buffa versione di se stesso in miniatura. |                   |                  |
| 27 | L'incontro con Vegeta 「野望完成!?乗っ取られたベジータ」 - Yabō kansei!? Nottorareta Bejīta | 23 ottobre 1996   | 11 maggio 2001   |
| 27 | Una sera Vegeta, in giro in macchina assieme a Bra dopo una giornata di shopping, viene attaccato da Baby, che si trova ancora all'interno del corpo di Gohan. Il principe dei Saiyan, che era sin dall'inizio il suo obiettivo visto il suo status di Saiyan più forte, viene così a conoscenza dei piani di Baby di ripristinare la razza Tsufuru, annientata tempo addietro dai Saiyan, e manda via Bra con l'auto malconcia a seguito del colpo di Baby. Durante la lotta Vegeta dimostra di essere superiore all'avversario, ma quando anche Goten arriva sul campo di battaglia Vegeta è costretto a mostrare la sua massima potenza per contrastare la forza combinata dei due fratelli. Alla fine però Baby riesce ad impossessarsi del suo corpo. Nel frattempo Goku, Trunks e Pan, un po' fortuitamente, trovano la settima ed ultima sfera del drago su un pianeta completamente ghiacciato e nel mezzo di una tempesta di neve: possono dunque finalmente far ritorno sulla Terra con tutte e sette le sfere dalle stelle nere, anche se sono del tutto ignari di quanto sta accadendo con Baby. |                   |                  |
| 28 | Goku torna a casa 「悟空帰る…地球は全部オラの敵!?」 - Gokū kaeru... Chikyū wa zenbu ora no teki!? | 23 ottobre 1996   | 14 maggio 2001   |
| 28 | Le sfere sono state ritrovate e Goku torna con gli altri sulla Terra, ma prima di andare a casa lascia in custodia le sfere a Dende, senza sapere che Baby si è impossessato anche di lui. Una volta tornato a casa si accorge che c'è qualcosa che non va, infatti né Chichi né Videl gli rivolgono parola e si mostrano abbastanza ostili con lui e gli altri. Poco dopo Gohan e Goten, trasformandosi in Super Saiyan, attaccano Goku e Pan; quest'ultima viene subito sconfitta, ma tratta in salvo da Majinbu e Mr. Satan. I due spiegano a Goku cosa è successo: tutta la popolazione terrestre è stata assoggettata al controllo di Baby, compresi i suoi figli. Goku, quindi, si chiede cosa stia succedendo, quand'ecco che anche Bra e Trunks, quest'ultimo finito sotto il controllo di Baby a causa dell'uovo depositato nel suo corpo quando il parassita si era impossessato di lui sul pianeta Vidal, arrivano a combattere. Insieme a loro arriva anche Baby stesso, che, nel corpo di Vegeta, si prepara alla lotta definitiva con Goku. |                   |                  |
| 29 | Goku viene sconfitto 「超ヤバイ!?超サイヤ人3敗れる!!」 - Chō Yabai!? Sūpā Saiyajin Surī yabureru!! | 6 novembre 1996   | 15 maggio 2001   |
| 29 | Goku, costretto a combattere, si trasforma in Super Saiyan 3 e inizia la lotta con Baby. Tuttavia, nella sua forma di bambino, la trasformazione non regge e torna presto allo stato normale. Baby assorbe l'energia dei Saiyan e della popolazione terrestre, trasformandosi in essere perfetto e finendo Goku con un'enorme sfera di energia. |                   |                  |
| 30 | Partita con Suguru 「悟空消滅!?オラは死んじまっただ」 - Gokū Shōmetsu!? Ora wa Shinjimatta | 13 novembre 1996  | 16 maggio 2001   |
| 30 | Sembra che Goku sia morto, visto che del suo corpo non c'è traccia dopo che Baby ha scagliato la sua arma finale. Ma in realtà non è così: infatti Goku è stato salvato all'ultimo secondo da Kibitoshin, che lo fa erroneamente cadere nella dimensione onirica dello spazio-gioco. Lì Goku dovrà fare una partita ad una specie di gioco dell'oca contro uno strano essere di nome Suguru, che nel presentarglisi e comunicargli dove si trovava lo informa anche del fatto che sono tantissimi anni che non perde una partita. Il gioco prevede il lancio di un dado e tutto un percorso su delle piattaforme fluttuanti poste su diversi livelli di altezza, tra le quali bisogna saltare stando attenti a non cadere nel vuoto e alle varie trappole disseminate. Goku sin da subito ha una certa sfortuna con il dado, e parte molto svantaggiato rispetto all'avversario. |                   |                  |
| 31 | Fuga dallo spazio-gioco 「アッと驚く!?スゴロク空間大崩壊」 - Atto odoroku!? Suguroku kūkan dai hōkai | 11 dicembre 1996  | 17 maggio 2001   |
| 31 | Il gioco tra Goku e Suguru procede male. Goku avanza di poche caselle, mentre Suguru è quasi arrivato in cima. Ma ben presto Goku scopre che il gioco è truccato, infatti il dado è in realtà il figlio di Suguru trasformato ed è, come il padre, un procione spaziale finito involontariamente nello spazio-gioco e rimasto bloccato lì per tutto quel tempo suo malgrado. Allora Goku decide di usare la Kamehameha per fuggire da quella dimensione, decidendo di portare con sé anche Suguru e suo figlio perché intenerito dalle loro scuse, ma finisce così nello spazio aperto. Ancora una volta Kibitoshin interviene a salvare il Saiyan e i due procioni, conducendoli con il teletrasporto sul pianeta dei Kaioh. |                   |                  |
| 32 | Oob e Majinbu di nuovo insieme 「悟空を返せ!!怒りの戦士ウーブ」 - Gokū o kaese!! Ikari no senshi Ūbu | 8 gennaio 1997    | 18 maggio 2001   |
| 32 | Baby, grazie alle sfere del drago recuperate da Goku, ha chiesto a Shenron di ricreare Plant, il pianeta degli Tsufuru, avviando poi la migrazione di tutti i terrestri a lui sottomessi. Anche Pan, Mr. Satan e Majinbu vanno sul pianeta, per salvare i terrestri dal controllo di Baby. Pan cerca di combattere contro lo Tsufuru, ma Gohan interviene per eliminarla. Fortunatamente, un attimo prima che Gohan le dia il colpo di grazia, interviene Ub, il quale lotta secondo gli insegnamenti del maestro Goku ma viene sconfitto. Majinbu, sentendo che quel ragazzo ha bisogno di lui e sapendo che è la reincarnazione della sua vecchia metà, congedandosi per sempre dal suo grande amico Mr. Satan decide di fondersi con Ub, in modo da tornare a essere una sola persona. |                   |                  |
| 33 | Oob: una straordinaria potenza 「くらえベビー!新生ウーブ必殺光線!!」 - Kurae Bebī!! Shinsei Ūbu hissatsu kōsen!! | 15 gennaio 1997   | 21 maggio 2001   |
| 33 | Ub va subito ad affrontare Baby, ma il suo attacco speciale gli viene ritorto contro e diventa una barretta di cioccolato. Intanto, sul pianeta dei Kaioh, Kaioshin il Sommo spiega agli altri che l'unico modo per sconfiggere Baby è risvegliare i poteri Saiyan di Goku e per farlo è necessario estrarre la sua coda. Così, dopo diversi tentativi che vedono il povero Goku dolorante costretto a legarsi ad una roccia, la coda di Goku viene finalmente estratta. |                   |                  |
| 34 | Nuova trasformazione per Goku 「変身失敗!?悟空の大ザル大暴れ!!」 - Henshin Shippai!? Gokū no Ōzaru dai abare! | 15 gennaio 1997   | 22 maggio 2001   |
| 34 | Goku arriva su Plant, dove Baby ha appena mangiato Ub. Con la coda estratta Goku si crede invincibile e trasformato in Super Saiyan 3 inizia una lotta con Baby tra le strade e i palazzi del pianeta. Ma Baby è superiore a Goku, che viene sconfitto con pochi colpi. Guardando la Terra Goku si trasforma in un enorme scimmione dorato, che comincia a distruggere ogni cosa che gli capita a tiro provocando il caos tra gli abitanti. Pan si fa coraggio e cerca più volte di fermare il nonno, cercando di fargli ricordare i bei momenti passati assieme e mostrandogli la sua prima tutina da combattimento usata al torneo di arti marziali quando era ancora piccola. Goku tuttavia non la riconosce, la scaglia via prima con una zampa e poi con un getto infuocato dalla bocca e poi sale su una montagna nel disperato tentativo di toccare la Terra. Pan allora prova a mostrargli una foto che ritrae tutta la famiglia e gli amici durante una vacanza al mare, ma vedendo che anche questo tentativo non produce risultati si mette a piangere per l'incapacità di fare ragionare il nonno. Proprio vedendo piangere la nipotina e leccando una sua lacrima Goku torna in sé, avviando un nuovo processo di trasformazione. |                   |                  |
| 35 | Il Super Sayan di quarto livello 「最強!!悟空が超サイヤ人4に!!」 - Saikyō! Gokū ga sūpā Saiya-jin Fō ni!! | 15 gennaio 1997   | 23 maggio 2001   |
| 35 | Goku, dopo avere riacquistato la memoria grazie alle lacrime di Pan, inizia un nuovo processo di trasformazione, che lo porta ad abbandonare lo stadio di scimmione per riacquistare sembianze umane e trasformarsi in Super Saiyan 4. Dopo avere raggiunto il quarto livello le sorti dello scontro si invertono, e Goku si mostra nettamente superiore a Baby, per la gioia di Pan e Mr. Satan e anche di Kibitoshin, Kaioshin il Sommo e Suguru, che stanno seguendo il tutto tramite una sfera di cristallo dal pianeta dei Kaioh. |                   |                  |
| 36 | La potenza di Baby 「不死身の怪物!?凶悪大ザルベビー」 - Fujimi no kaibutsu!? Kyōaku ōzaru bebī | 5 febbraio 1997   | 24 maggio 2001   |
| 36 | Baby, in difficoltà contro Goku, grazie all'aiuto di Bulma usa delle speciali lenti in grado di amplificare la potenza delle Onde Bluetz (le onde che permettono la trasformazione in Oozaru) di mille volte, rendendo possibile la trasformazione in Oozaru anche in mancanza della coda. All'interno della torre di controllo dalla quale Bulma ha ingegnato tutto, sentendo le sue parole di disprezzo nei confronti della razza Saiyan Goku rimane allibito da cosa è stato capace di fare Baby ai suoi amici storici. Così, divenuto uno scimmione dorato, Baby si comporta dissennatamente mettendosi a distruggere ogni cosa proprio come aveva fatto poc'anzi Goku, ma poi inizia una nuova lotta contro di lui, che sembra terminare in parità. Goku si rende conto che nonostante la trasformazione Baby è in grado di controllarsi, poiché ciò che è cambiato è il corpo di Vegeta, ma essendo lui un parassita che vive all'interno di quel corpo i suoi poteri sono rimasti inalterati. |                   |                  |
| 37 | La soluzione 「壮絶!!ベビーと悟空ダブルKO!!」 - Sōzetsu!! Bebī to Gokū Daburu Keī Ō!! | 12 febbraio 1997  | 25 maggio 2001   |
| 37 | Kaioshin il Sommo trova il modo di fare tornare normali tutte le persone rese schiave da Baby: l'Acqua Miracolosa che si trova nel palazzo di Dio. Intanto Baby viene rianimato dalle onde Bluetz e si appresta a finire Goku, ormai esausto. Kibitoshin si reca nelle stanze segrete del palazzo di Dio e ben presto recupera l'Acqua Miracolosa, liberando così Dende, Mr. Popo, Trunks, Gohan e Goten. |                   |                  |
| 38 | Goku riacquista le forze 「みんなの力で…超サイヤ人4復活」 - Minna no pawā de... Sūpā saiya-jin Fō fukkatsu | 19 febbraio 1997  | 28 maggio 2001   |
| 38 | Goku è stremato e non riesce più a combattere contro il potentissimo Baby, così intervengono Gohan, Goten e Trunks che, trasformandosi in Super Saiyan, passano le loro energie a Goku, il quale si riprende e torna in perfetta forma. |                   |                  |
| 39 | Vittoria! 「これで最後だ!ついにベビー消滅」 - Kore de Saigo da! Tsui ni bebī shōmetsu | 26 febbraio 1997  | 29 maggio 2001   |
| 39 | Goku, con le sue energie ricaricate, dimostra la vera potenza del quarto livello del Super Saiyan e dà prova di essere superiore a Baby, sconfiggendolo. Ma al momento di finirlo Goku decide di non ucciderlo, perché morirebbe anche Vegeta, quindi taglia la coda allo Tsufuru, il quale torna alle sue sembianze di prima. Baby, il cui corpo in seguito alla trasformazione in scimmione si era ingrandito, è costretto ad abbandonare il corpo di Vegeta e tenta quindi di fuggire, ma Goku lo elimina definitivamente con una Kamehameha. |                   |                  |
| 40 | La decisione di Junior 「地球爆発!!ピッコロの重大な決意」 - Chikyū Bakuhatsu! Pikkoro no Jūdaina Ketsui | 5 marzo 1997      | 30 maggio 2001   |
| 40 | Goku, tornato sulla Terra, riacquista l'aspetto di un bambino. L'Acqua Miracolosa fa tornare normali tutti i terrestri, ma siccome le sfere del drago dalla stella nera non sono tornate al loro posto, bensì sono state usate da Baby, il pianeta sta per esplodere. Per essere salvati i terrestri vengono trasportati su Plant. Piccolo però decide di rimanere sulla Terra, ormai ridotta ad un inferno di fuoco e fiamme, per scomparire con lei, comunicando la cosa telepaticamente al grande amico di sempre Gohan che si dispera: in questo modo sparirebbero anche le sfere del drago dalla stella nera, che lui reputa troppo pericolose per continuare ad esistere. Un po' di tempo dopo la Terra viene ripristinata dal drago di Namecc Polunga, e si ricomincia a vivere in tempi di pace. |                   |                  |
| 41 | Un nuovo torneo 「天下一武道会 サタンの後継者は誰」 - Tenkaiichi budōkai. Satan no kōkeisha wa dare | 12 marzo 1997     | 31 maggio 2001   |
| 41 | Mr. Satan, ormai anziano, decide di indire un torneo, il cui vincitore sarà proclamato suo successore. Goku, costretto dalle sue sembianze nel girone dei bambini, perde in finale dopo essere distratto da Vegeta contro un bambino che gli fa il solletico e lo fa cadere fuori dal ring. Pan invece, nel girone degli adulti, procede bene, ma si ritira perché non vuole diventare come nonno Satan. Ub partecipa mascherato al torneo, arrivando in finale contro Satan, ma Majinbu gli chiede di perdere per far sì che vincesse ancora una volta il suo grande amico Mr. Satan, il quale viene così proclamato ancora una volta campione del mondo. |                   |                  |
| 42 | Il ritorno di Goku 「死ね悟空!!地獄から蘇る強敵たち」 - Shine Gokū!! Jigoku kara yomigaeru kyōteki-tachi | 16 aprile 1997    | 1º giugno 2001   |
| 42 | Il Dr. Gelo e il Dr. Mieu si alleano per vendicarsi di Goku e decidono di fondere il vecchio cyborg C-17 (che vive sulla Terra) con un nuovo C-17 creato appositamente nel regno degli Inferi. Goku viene attirato negli Inferi e rinchiuso lì, mentre sulla Terra i morti pian piano ritornano in vita, tra cui tutti i nemici sconfitti dai guerrieri in passato. |                   |                  |
| 43 | Cell e Freezer 「地獄の魔戦士!セル＆フリーザ復活」 - Jigoku no masenshi! Seru & Furīza fukkatsu | 23 aprile 1997    | 4 giugno 2001    |
| 43 | Il Dr. Gelo e il Dr. Mieu riescono, con l'inganno, a imprigionare Goku nel regno degli Inferi e scappare in quello reale. Qui il piccolo Saiyan incappa nei suoi vecchi nemici più forti: Cell e Freezer. I due vogliono vendicarsi di lui per la sconfitta subita e lo affrontano, tuttavia Goku è ormai diventato troppo forte per i nemici di un tempo, che alla fine verranno congelati dalla loro stessa arma. |                   |                  |
| 44 | Super C-17 「究極の人造人間!二人の17号合体」 - Kyūkyoku Jinzō-ningen! Futari no 17-gō gattai | 30 aprile 1997    | 5 giugno 2001    |
| 44 | Il vecchio e il nuovo C-17 si trovano e si fondono in un unico essere pericolosissimo: a nulla valgono gli attacchi di Vegeta, Gohan, Goten, Trunks e Ub al massimo della loro potenza. |                   |                  |
| 45 | L'unione della mente 「急げ悟空!!地獄からの脱出大作戦」 - Isoge Gokū!! Jigoku kara no dassutsu daisakusen | 14 maggio 1997    | 6 giugno 2001    |
| 45 | Super C-17 è sul punto di eliminare Vegeta, ma Pan prende in ostaggio il Dr. Gelo, costringendolo a fermare il cyborg. Con grande stupore di Pan, e soprattutto del Dr. Gelo, il Dr. Mieu rivela che Super C-17 obbedisce solo ai suoi comandi e gli ordina di attaccare il collega; così il Dr. Gelo viene distrutto per la seconda volta da un suo cyborg. Intanto Piccolo e Dende, concentrando le loro energie mentalmente, creano un varco tra gli Inferi e la Terra, permettendo a Goku di far ritorno nel mondo dei vivi. |                   |                  |
| 46 | Lo scontro comincia 「激突!!スーパーサイヤ人4 vs. スーパー17号」 - Gekitō!! Sūpā Saiyajin 4 VS Sūpā 17-gō | 14 maggio 1997    | 7 giugno 2001    |
| 46 | Goku torna sulla Terra e si reca subito sul campo di battaglia, salvando Vegeta all'ultimo istante. Si trasforma poi in Super Saiyan e inizia la lotta con il cyborg, ma capisce che il semplice grado di Super Saiyan non basta e si trasforma in Super Saiyan 4. Nonostante inizialmente sia in svantaggio Super C-17 assorbe l'energia della Kamehameha di Goku, potenziandosi notevolmente e riducendo l'avversario in fin di vita. |                   |                  |
| 47 | La sconfitta di Super C-17 「大逆転!悟空と18号の二段攻撃さく裂」 - Daigyakuten! Gokū to 18-gō no nidan kōgeki sakuretsu | 4 giugno 1997     | 8 giugno 2001    |
| 47 | Goku decide di usare la sua energia per annientare Super C-17, il quale però si protegge con una barriera. Così Goku torna bambino e per lui sembra finita. Super-C-17, infastidito dalle provocazioni del Dr. Mieu, scaglia la sfera energetica diretta a Goku contro il proprio creatore, distruggendolo. Nel frattempo Goku capisce il punto debole del nemico: quando assorbe l'energia, deve rimanere immobile. Così, grazie a C-18, che distrae il fratello per vendicare la morte di Crilin, Goku usa la tecnica del Pugno del Drago per eliminare il cyborg, che, trafitto, viene infine distrutto con una Kamehameha. Al termine della battaglia, Goku e gli altri partono subito alla ricerca delle Sfere del Drago dalla stella rossa per riportare in vita tutte le vittime innocenti di Super C-17, le quali tuttavia presentano delle insolite crepe. Nonostante il forte scetticismo, i protagonisti provano a chiamare il Drago Shenron, ma accadono una serie di eventi strani: il cielo si fa rosso, la Terra intera trema e, con grande stupore di tutti, dalle crepe delle Sfere esce uno strano fumo blu che evoca un enorme drago dagli occhi rossi, con uno sguardo particolarmente minaccioso. |                   |                  |
| 48 | Scenron... nemico? 「これはビックリ!神龍が敵に?!」 - Kore wa Bikkuri! Shenron ga teki ni?! | 11 giugno 1997    | 5 novembre 2001  |
| 48 | Il nuovo drago uscito dalle sfere si dimostra molto diverso da Shenron, infatti non solo si rifiuta di esaudire le richieste di Goku e gli altri, ma risucchia tutte le Sfere e le disperde in giro per la Terra, per poi scomparire. Poco dopo Re Kaioh del Nord, il Sommo Kaioshin e il Kaioshin dell'Est si mettono in comunicazione col gruppo, informandoli che la creatura altri non era che il Drago del Fumo Nero, un drago malvagio nato dall'energia negativa accumulata dalle Sfere negli anni in cui sono state utilizzate. I due spiegano infatti che le Sfere possiedono una carica positiva, la quale viene gradualmente sostituita da una carica negativa ogni volta che esse vengono utilizzate. Il creatore delle Sfere le aveva pensate per far sì che venissero utilizzate una volta ogni 100 anni, di conseguenza l'eccessivo utilizzo negli anni da parte di Goku e gli altri ha fatto si' che si verificasse un eccessivo accumulo di carica negativa. Ciò ha portato alla spaccatura delle Sfere e alla nascita del Drago dal Fumo nero, il quale ha creato da ciascuna sfera sette draghi malvagi, i quali rischiano di distruggere la Terra e tutte le galassie circostanti. Goku decide così di partire subito alla ricerca dei nemici, allo scopo di purificare le Sfere e riportare tutto alla normalità. |                   |                  |
| 49 | Il drago della sfera a due stelle 「最強の敵?!恐怖の裏ワザを使う龍」 - Saikyō no teki!? Kyōfu no urawaza o tsukau ryū | 18 giugno 1997    | 6 novembre 2001  |
| 49 | Primo scontro di Goku e Pan contro uno dei sette draghi malvagi. Goku e Pan non riescono a usare la loro potenza a causa dell'acqua fetida del lago vicino, ma alla fine, grazie all'aiuto di Gil, il drago viene sconfitto da un attacco combinato di Goku e Pan e la sfera dalle due stelle viene purificata. |                   |                  |
| 50 | Il drago dell'elettricità 「サイヤパワー玉砕!?電気獣五星龍」 - Saiya pawā gyokusai!? Denkijū Ūshinron | 25 giugno 1997    | 7 novembre 2001  |
| 50 | Secondo scontro di Goku e Pan contro uno dei sette draghi malvagi. Questo drago diviene gigante ed estremamente gommoso grazie all'elettricità e riesce addirittura a respingere la Kamehameha di potenza x10 di Goku. Ma la pioggia lo fa andare in corto-circuito, permettendo a Goku e Pan di avere la meglio. |                   |                  |
| 51 | L'onda energetica di Pan 「六星龍!大竜巻攻撃の弱点を探せ」 - Ryū Shinron! Daitatsumaki kogeki no jakuten o sakase | 2 luglio 1997     | 8 novembre 2001  |
| 51 | Terzo scontro di Goku e Pan contro uno dei sette draghi malvagi. I due capitano in un piccolo villaggio di pescatori i cui abitanti sono devoti ad una strana entità, denominata principessa Oto, grazie alla quale secondo loro vivono in prosperità poiché non appena si palesa piove un'infinità di pesci dal cielo. E questo succede anche in quel momento alla presenza di Goku e Pan, tuttavia un ragazzino biondo si oppone a questa sorta di dedizione nei confronti della principessa esponendo i suoi dubbi sugli eventi che la circondano, e in tal modo scatena l'avversità degli abitanti del villaggio. Goku e Pan intervengono in sua difesa e lo salvano da un linciaggio, dopodiché si recano insieme in un punto isolato per conoscerlo meglio e fare due chiacchiere. Ad un certo punto appare la principessa Oto, che volando si dirige verso di loro, e Goku avverte subito un'aura negativa: così lei rivela a tutti di essere in realtà uno dei sette draghi malvagi, e lungo la spiaggia ha inizio una lotta non troppo cruenta tra i due, con la principessa che dopo un po' rivela anche le sue reali sembianze mostruose avvertendo Goku che nessuno di coloro che avevano visto com'è realmente era mai sopravvissuto. Alla fine comunque anche questo drago viene sconfitto da una doppia Kamehameha combinata di Goku e Pan, e nel lasciare il villaggio il ragazzino promette a Pan, alla quale si era affezionato, che la tornerà a trovare anche per far sì che lei gli insegnasse a volare (come le aveva chiesto in precedenza quando lei l'aveva tratto in salvo proprio portandolo via in volo). |                   |                  |
| 52 | Pan è in pericolo 「パンあぶねぇ!七星龍のとっておき」 - Pan abune! Chii-Shinron nottote oki | 9 luglio 1997     | 9 novembre 2001  |
| 52 | Il trio incontra il quarto drago appartenente alla settima sfera, che ha l'aspetto di una talpa e non sembra interessato a combattere ma solo a devastare le città. Goku e Pan, dopo aver messo in salvo gli abitanti di un paese, sconfiggono il drago. Si scopre però che in realtà il drago stava bluffando, e così ingloba Pan nel suo corpo assumendo l'aspetto di un drago a due code. |                   |                  |
| 53 | La quarta sfera 「パンが消滅!?涙の10倍かめはめ波」 - Pan ga shōmetsu!? Namida no 10-bai Kamehameha | 16 luglio 1997    | 12 novembre 2001 |
| 53 | Il drago della settima sfera assorbe Pan, acquisendo i suoi poteri e mettendo in crisi Goku, che non vuole fare del male alla nipote. Con un trucco Goku riuscirà a salvare Pan e a recuperare la settima sfera, finendo il drago con una Kamehameha x10. |                   |                  |
| 54 | Il guerriero del sole 「摂氏6000度のパワー!太陽の戦士」 - Sesshi Rokusen-do no pawā! Taiyō no Senshi | 6 agosto 1997     | 13 novembre 2001 |
| 54 | Goku e Pan incontrano Suu Shenron, drago della quarta sfera — appartenuta al nonno del ragazzo — e con poteri basati sul fuoco. Il drago stordisce Pan affinché non corra rischi e inizia a sfidare Goku, che si trasforma in Super Saiyan 4 mentre il nemico si libera della corazza protettiva. Durante il combattimento, ad un tratto giunge sul luogo anche San Shenron, fratello gemello di Suu e con poteri affini al ghiaccio, che ruba le sfere recuperate da Goku e Pan. |                   |                  |
| 55 | Ti raggiungerò, Kaarot 「ブルマ動く!ベジータ改造計画」 - Buruma ugoku! Bejīta Kaizō keikaku | 13 agosto 1997    | 15 novembre 2001 |
| 55 | Bulma progetta un particolare macchinario generatore di Onde Bluetz, in grado di riprodurre i riflessi della luna per consentire a Vegeta di raggiungere il quarto stadio del Super Saiyan anche senza la coda. |                   |                  |
| 56 | I due fratelli 「太陽の次は極寒!炎と氷の兄弟龍」 - Taiyō no tsugi wa kokukan! Honō to Kōri no kyōdai ryū | 20 agosto 1997    | 20 novembre 2001 |
| 56 | Con la battaglia tra Goku e Suu Shenron in equilibrio, San Shenron, che aveva ordinato al fratello di eliminare definitivamente l'avversario, interviene e attacca il ragazzo con mosse sleali incorrendo nel disappunto del gemello. |                   |                  |
| 57 | Il drago della prima sfera 「強さ圧倒的!!邪悪龍を支配する龍」 - Tsuyosa Attō Teki!! Jaaku Ryū o shihai suru ryū | 3 settembre 1997  | 22 novembre 2001 |
| 57 | Al termine di un duro scontro Goku elimina San Shenron, perdendo però la vista per via di un attacco sleale del drago. Suu Shenron fornisce al ragazzo una medicina per gli occhi, dimostrandosi quindi buono anche quando gli concede del tempo per riprendersi con la volontà di proseguire la loro battaglia appena possibile, ma viene improvvisamente fatto fuori da Li Shenron, drago della prima sfera e nemico più potente del gruppo. Goku, ancora privo della vista, inizia uno scontro con l'avversario trovandosi però in netto svantaggio. |                   |                  |
| 58 | Goku passa al contrattacco 「反撃開始!スーパーサイヤ人4を超えろ」 - Hangeki Kaishi! Sūpā-saiyajin 4 o koero | 10 settembre 1997 | 27 novembre 2001 |
| 58 | Goku, tornato allo stato di bambino dopo uno scontro con il drago, viene salvato dall'arrivo di Ub, Goten, Gohan e Trunks, che gli offrono la propria energia. Il ragazzo si trasforma nuovamente in Super Saiyan 4 raggiungendo un livello di potenza persino superiore, ma non ancora sufficiente a sconfiggere Li Shenron: il drago, benché colpito da una Kamehameha, si riprende e assorbe le altre sfere, diventando ancora più forte. |                   |                  |
| 59 | Vegeta: alleato o nemico? 「敵か味方か…大猿ベジータ大暴れ」 - Teki-ka mikata-ka... Ōzaru bejiita Ō Abare | 17 settembre 1997 | 29 novembre 2001 |
| 59 | Pur recuperando completamente la vista Goku non riesce a sconfiggere Li Shenron, ma sul luogo della battaglia giunge Vegeta: grazie alle onde prodotte dal macchinario di Bulma egli si trasforma in Super Saiyan 4 e suggerisce a Goku di ricorrere alla fusione per annientare il nemico. |                   |                  |
| 60 | Arriva Super Gogeta 「フュージョン!!究極のスーパーゴジータ」 - Fyū-jon!! Kyuukyoku no Sūpā Gojīta | 22 ottobre 1997   | 4 dicembre 2001  |
| 60 | Trunks, Goten e Gohan distraggono Li Shenron permettendo a Goku e Vegeta di compiere la fusione, dalla quale nasce Gogeta. Il nuovo Saiyan si dimostra superiore al drago, mettendolo alle strette con pochi colpi e recuperando le sfere: la fusione si scioglie tuttavia proprio quando il guerriero sta per sferrare l'attacco decisivo. |                   |                  |
| 61 | Goku e la quarta sfera 「絶対勝つぞ!四星球を食った悟空」 - Zettai Katsu zo! Suushichū o kūta Gokū | 29 ottobre 1997   | 6 dicembre 2001  |
| 61 | Li Shenron assorbe nuovamente le altre sfere ma non la quarta, che viene mangiata da Goku. Pur essendo entrambi al quarto stadio di Super Saiyan il ragazzo e Vegeta non riescono ad avere la meglio. Dopo avere fallito la fusione Goku esaurisce le forze e ritorna bambino, ma sulla sua fronte compare inaspettatamente la sfera a quattro stelle. |                   |                  |
| 62 | Un nuovo alleato 「悟空を救え!最後の味方登場」 - Gokū o Sukue!! Saigo no Mikata Tōjō | 5 novembre 1997   | 11 dicembre 2001 |
| 62 | Dalla sfera comparsa sul corpo di Goku appare Suu Shenron, il quale sembra inizialmente allearsi con il drago, salvo poi rivelare di essere d'accordo con Goku; il guerriero del sole attacca Li Shenron per tentare di eliminarlo con un'esplosione di fiamme, ma il piano non riesce e Suu Shenron viene distrutto. Vegeta e Goku riprendono lo scontro con il drago, ma anche il primo esaurisce l'energia e ritorna allo stato normale: la macchina di Bulma è andata inoltre in pezzi in seguito ad un attacco del drago, impedendo una nuova trasformazione. |                   |                  |
| 63 | Goku salva l'universo 「奇跡の逆転勝利!!宇宙を救った悟空」 - Kiseki no Gyakuten Shōri!! Uchū o Sukutta Gokū | 12 novembre 1997  | 13 dicembre 2001 |
| 63 | Goku e Vegeta combattono contro Li Shenron, ma quest'ultimo è nettamente superiore in quanto i due Saiyan sono tornati normali. Il drago lancia una sfera potentissima, ma Goku cerca di respingerla mettendoci tutte le sue forze residue, e con il suo intervento riesce a ridurre al minimo i danni. Il drago diffonde l'energia negativa su tutta la Terra, che viene sconvolta da grandi cataclismi. A Vegeta torna in mente ciò che fece Freezer con il suo pianeta d'origine e decide di attaccarlo: non può permettere che la storia si ripeta. Così affronta il drago assieme a Trunks, Gohan e Goten in un ultimo disperato tentativo, ma i quattro hanno ancora la peggio. Quando sembra tutto perduto Goku risale dalla voragine creatasi in seguito al colpo precedente, sovrastato dalla Sfera Genkidama creata grazie all'energia donatagli da tutto l'universo. Si genera quindi una sfera gigantesca che viene lanciata contro il drago, disintegrandolo. Goku perciò alla fine ha vinto, le sfere sono purificate ed ecco che Shenron appare senza essere invocato. |                   |                  |
| 64 | Arrivederci, Goku 「さらば悟空…また逢う日まで」 - Saraba Gokū... Mata Au Hi Made | 19 novembre 1997  | 18 dicembre 2001 |
| 64 | Shenron, dopo essere apparso, chiede a Goku se ha capito perché le sfere sono cambiate e hanno dato vita ai sette draghi malvagi. Gli spiega che lui e i suoi amici hanno confidato troppo nel potere delle sfere e hanno finito per abusarne, e per questo motivo non gli può più permettere di utilizzarle d'ora in avanti, visto che poco a poco le sfere hanno cambiato la natura delle cose e hanno cambiato Shenron stesso. Goku chiede però un ultimo desiderio, quello di riportare in vita le persone morte durante le battaglie con i draghi malvagi, e Shenron accetta. Goku poi sale inaspettatamente sul dorso del drago Shenron e insieme scompaiono nel cielo, lasciando tutti di stucco. Pan riconosce per terra un pezzo della tuta da combattimento di suo nonno e lo raccoglie, con Vegeta che le suggerisce di conservarlo con estrema cura. In questo frangente compaiono tutti gli amici conosciuti da Goku nel corso degli anni, e il Saiyan si ferma prima sull'isola di Muten, dove ricorda i vecchi tempi in cui si allenava lì, poi sfida l'amico di sempre Crilin in duello e lui riesce e gettarlo a terra in mezzo alla sabbia. Ma il Saiyan sparisce subito dopo e giunge negli Inferi, dove ringrazia Piccolo per tutto quello che ha fatto per lui. Goku infine, ancora con le sembianze di un bambino, ingloba nel suo corpo le sette sfere del drago. Molti anni dopo si disputa un nuovo torneo mondiale di arti marziali, nel cui stadio, ai piedi di una grande statua raffigurante l'ormai leggendario guerriero Goku, si stanno sfidando due bambini di nome Goku Jr. e Vegeta Jr., discendenti di Goku e Vegeta: i due si trasformano subito in Super Saiyan e iniziano a lottare. Tra il pubblico vi è un'ormai anziana Pan che, ad un tratto, crede di intravedere suo nonno (tornato adulto e con le stesse sembianze di un tempo) e cerca di raggiungerlo, ma egli scompare tra la folla e in seguito vola via sulla nuvola Kinton, prendendo al volo il bastone rosso allungabile che aveva fin dal principio della sua incredibile avventura. |                   |                  |

## Home video

### Giappone
Dragon Ball GT uscì per la prima volta in edizione home video il 15 giugno 2005 (quindi otto anni dopo la sua trasmissione originale), con un cofanetto di 12 DVD acquistabile esclusivamente su ordinazione e chiamato "Dragon Box". 
Il contenuto del box è stato in seguito reso disponibile in 11 DVD singoli da 6 episodi ciascuno, usciti dal 6 febbraio 2008 al 4 giugno 2008.
| N°      | Data            | Dischi | Episodi             | Extra | Fonte                |
| ------- | --------------- | ------ | ------------------- | ----- | -------------------- |
| 1-2     | 6 febbraio 2008 | 1      | 1-6; 7-12           | /     | [ 10 ] [ 11 ]        |
| 3-4     | 5 marzo 2008    | 1      | 13-18; 19-24        | /     | [ 12 ] [ 13 ]        |
| 5-6     | 2 aprile 2008   | 1      | 25-30; 31-36        | /     | [ 14 ] [ 15 ]        |
| 7-8     | 9 maggio 2008   | 1      | 37-42; 43-48        | /     | [ 16 ] [ 17 ]        |
| 9-10-11 | 4 giugno 2008   | 1      | 49-54; 55-59; 60-64 | /     | [ 18 ] [ 19 ] [ 20 ] |

### Italia
Dragon Ball GT venne distribuito per la prima volta in VHS in Italia da De Agostini nel 1999, quindi prima della trasmissione su Italia 1. Gli episodi uscirono in 32 cassette VHS da 2 episodi ciascuno nella collana "Dragon Ball GT Collection". La serie venne poi riedita dalla stessa De Agostini e in seguito da Dynamic Italia nella collana "Deluxe Collection", in 13 uscite nelle videoteche e nelle fumetterie, con la copertina plastificata invece che in cartoncino. In queste pubblicazioni furono mantenute le sigle originali giapponesi, limitate a Dan dan kokoro hikareteku e Hitorijanai per tutti gli episodi, senza sostituirle con le successive come invece nella versione originale. 
La serie è uscita per la prima volta in DVD da Yamato Video dal 3 maggio 2006 al 31 maggio 2007, prima in 13 DVD singoli contenenti 5 episodi ciascuno e poi in tre box da 5 dischi (il primo) e 4 dischi (gli altri due). A partire dal 15 settembre 2007, De Agostini ha distribuito la serie in 32 DVD da 2 episodi ciascuno nella collana "Dragon Ball GT DVD Collection", contenenti come extra l'audio e le sigle originali, oltre alle schede dei personaggi, dei luoghi e delle ambientazioni. Dal 14 dicembre 2016 all'8 marzo 2017, La Gazzetta dello Sport ha distribuito 13 DVD contenenti 5 episodi ciascuno; nel 2017, Yamato Video ha distribuito la serie in 13 DVD suddivisi in 2 box da 6 dischi (il primo) e 7 dischi (il secondo).